# Escola Técnica Estadual República
A Escola Técnica Estadual República (ETER) é uma escola técnica da cidade do Rio de Janeiro, reconhecida internacionalmente como uma das melhores escolas técnicas do Brasil, faz parte da Rede FAETEC . Fica localizada dentro de um complexo com mais de 1.000.000m² conhecido como CETEP Quintino. Nesse complexo também fica localizada a sede da FAETEC que além desse complexo administra outras 15 escolas técnicas em todo estado do Rio de Janeiro.
O CETEP (e junto com ele a ETER) foi criado em 1996, e anteriormente recebia o nome de CEI. Por conta disso a escola e todo o complexo são até hoje mais conhecidos como CEI de Quintino.
Dentro do Complexo do CETEP de Quintino existe também uma escola de ensino fundamental (EEEF República), um núcleo esportivo (CEFE - Centro de Edução Física e Esportes) e de atividades culturais, o Instituto Superior de Tecnologia em Ciências da Computação do Rio de Janeiro, a Faculdade de Educação Tecnológica do Estado do Rio de Janeiro, um hospital-escola e o prédio da presidência da FAETEC.

## História

### Origem
A escola originalmente era um das unidades da FUNABEM, sendo posteriormente transformada na Escola Técnica Estadual XV de Novembro, pois o bairro de Quintino era onde residia o grande republicano de mesmo nome.
Com o surgimento da FAETEC, a escola recebeu o nome de Escola Técnica Estadual República e o complexo em torno dela o nome de CEI (Centro de Educação Integral). Atualmente, de acordo com medida assinada pela ex-Governadora Rosinha Garotinho, a escola passou a se chamar oficialmente por Escola Técnica Estadual Deputado Albano Reis, de acordo com a lei 4702/2006. Este nome a população local, o corpo docente e todos os alunos da ETER não aceitam como nome, mantendo a tradição do nome anterior. [carece de fontes?]
O nome de Escola Técnica Estadual Deputado Albano Reis foi proposto porque no mesmo bairro funciona uma instituição de apoio aos carentes (Instituto Albano Reis) que foi implantada pelo Deputado Albano Reis, falecido em dezembro de 2004.
Os alunos do curso de Enfermagem da ETER defenderam a continuação do nome anterior da escola. Alegam que temem a confusão pela sociedade da Escola Técnica Estadual com o Instituto Albano Reis (atualmente administrado pelos filhos do ex-deputado), que, segundo dizem, não tem uma boa reputação quanto ao seu curso técnico em Enfermagem [carece de fontes?]
A escola voltou a receber o nome "Escola Técnica Estadual República" desde 2011, pela lei 6036/2011 assinada pelo ex governador Sérgio Cabral (PMDB) que revogou a lei 4702/2006.

### Situação política
Em outubro mesmo dia da final do campeonato de futsal interno da escola, foi promovido um desfile de alunos de sunga dentro da escola. Quase um mês após, após denúncia de um aluno que preferiu não se identificar, o jornal Extra publicou reportagem sobre o tal concurso, fato que levou a queda imediata do diretor
Após novas eleições, passou a ocupar o cargo o professor Sidney Carlos da Cruz.

## Ensino
A ETER oferece ensino médio regular, ensino médio integrado a curso técnico, curso técnico regular e especialização técnica. Os cursos técnicos oferecidos são de Informática, Enfermagem, Telecomunicações, Eletrônica, Mecânica, Programação de Jogos Digitais e Moda.
Os alunos escolhem as modalidades dos esportes que desejam praticar e matriculam-se nos cursos das instituições do complexo como o Centro Interamericano de Artes Marciais (CIAM) e CEFE.